# Гюзельюрт (район)
Гюзельюрт (тур. Güzelyurt İlçesi) — район частично признанной Турецкой Республики Северного Кипра, выделенный из западной части района Никосия.
На севере и западе омывается Средиземным морем, на севере граничит с районом Кирения, на востоке с районом Никосия, на юге с греческой частью района Никосия. Административным центром района является Гюзельюрт.
В состав района входит также эксклав Коккина, расположенный к западу от основной территории.
Численность населения района составляет 31 116 чел. на 2006 год, в том числе в муниципалитете (городе) Гюзельюрт — 13 334 жителя.
Населённые пункты района:
- Авлона/Гайреткёй
- Ампелику/Баглыкёй
- Анголеми/Ташпынар
- Аргаки/Акчай
- Галини/Омерли
- Дио Потамои/Икидере
- Зодия/Бостанджи
- Казивера/Газиверен
- Кало Хорио/Чамлыкёй
- Капути/Калканлы
- Каравостаси/Гемиконагы
- Катокопиа/Зюмрюткёй
- Кира/Мевлеви
- Коккина/Эренкёй
- Ксеровунос/Юкары Ешильырмак
- Ксерос/Денизли
- Лефка/Лефке
- Лимнитис/Ешильырмак
- Лутрос/Бадемликёй
- Масари/Шахинлер
- Морфу/Гюзельюрт
- Никитас/Гюнешкёй
- Пентагия/Ешильюрт
- Перистеронари/Ченгизкёй
- Петра/Ташкёй
- Потамос ту Кампу/Едидальга
- Прастио/Айдынкёй
- Сирьяночори/Яйла
- Филлия/Серхаткёй
- Хрисилиу/Юваджик
- Элия/Доганджи